# Władimir Paznikow
Władimir Wasiljewicz Paznikow, ros. Владимир Васильевич Пазников (ur. 1 grudnia 1949 w Nowosybirsku, zm. 31 maja 2008 w Nowosybirsku) – radziecki żużlowiec. 
Brązowy medalista młodzieżowych indywidualnych mistrzostw Związku Radzieckiego (1969). Trzykrotny medalista indywidualnych mistrzostw Związku Radzieckiego: złoty (1972) oraz dwukrotnie srebrny (1971, 1976). Ośmiokrotny medalista drużynowych mistrzostw Związku Radzieckiego: trzykrotnie srebrny (1977, 1978, 1982) oraz pięciokrotnie brązowy (1970, 1971, 1972, 1973, 1976). Srebrny medalista indywidualnych mistrzostw Rosji (1973).
Wielokrotny reprezentant ZSRR na arenie międzynarodowej. Dwukrotny finalista drużynowych mistrzostw świata (Londyn 1973 – brązowy medal, Londyn 1976 – IV miejsce). Finalista indywidualnych mistrzostw świata (Chorzów 1973 – VI miejsce). 
Sukcesy odnosił również w wyścigach na lodzie, dwukrotnie zdobywając brązowe medale indywidualnych mistrzostw świata (Nässjö 1972, Inzell 1973).